# 西照寺 (調布市)
西照寺（さいしょうじ）は、東京都調布市にある浄土真宗本願寺派の寺院。

## 歴史
1642年（寛永19年）、了源の開基である。元々は江戸浅草横山町（現・東京都中央区日本橋横山町）に位置していたが、1657年（明暦3年）の明暦の大火で焼失し、同宗派の築地本願寺の寺中に入った。その後昭和初期までは、築地本願寺とともに歴史を歩んだ。
1923年（大正12年）の関東大震災に罹災したため、1928年（昭和3年）に築地本願寺から分かれて、東京府北多摩郡神代村下仙川（現・東京都調布市仙川町）の現在地に移転した。現在地に移転したのは当時の住職の義兄が白木屋の重役で仙川に別荘を持っていたことによる。

## 交通アクセス
- 仙川駅より徒歩7分。